# Лімбо (супердовгожителі)
Лімбо (англ. Limbo) — термін, який використовується для позначення супердовгожителів, які раптово зникли з регулярних списків супердовгожителів, що публікуються офіційною владою, або, якщо останнє підтвердження про те, що довгожитель був живий, було більш ніж один рік тому.
У більшості із цих випадків супердовгожитель виявляється померлим. Багато з них фіксуються в Японії, оскільки уряд цієї країни, як правило, повідомляє про нині живих супердовгожителів, але повідомлення про їхню смерть публікуються не завжди — зазвичай, якщо йдеться наприклад про смерть найстарішої людини в Японії або найстарішої людини в префектурі.